# Live Your Life
Live Your Life este cel de-al treilea disc single extras de pe albumul Paper Trail, al cântărețului american T.I.. Fiind o colaborare cu Rihanna, piesa a câștigat popularitate în unele regiuni ale Europei, dar și în America de Nord. 
O parte semnificativă a piesei este inspirată de Dragostea din tei a trupei moldovenești O-Zone.
Videoclipul muzical însoțitor al cântecului, regizat de Anthony Mandler, filmat în octombrie 2008. descrie o poveste despre ascensiunea lui T.I. la faimă într-o formă narată, cu Rihanna cântând într-un dressing și un bar.  Duo-ul a interpretat „Live Your Life” la 2008 MTV Video Music Awards.  Cântecul este prezentat în filmul din 2009 The Hangover și în trailer, în filmul din 2015 Daddy's Home și în filmul din 2021 The Mitchells vs. the Machines.